# 赣南会议
赣南会议，即中国共产党中央苏区第一次代表大会，1931年11月1日至5日在中央苏区的江西省瑞金县叶坪由中共苏区中央局主持召开。会议根据中央的指示精神，批判了中共苏区中央局代理书记、红一方面军总政委兼总前委书记毛泽东。

## 背景

### 中央代表团的派出
1930年8月到10月，中共中央政治局先后4次讨论成立中共苏区中央局的问题。当时任弼时被指定为苏区中央局成员之一。1931年1月7日，中共六届四中全会在上海召开，在共产国际代表米夫操控下，标榜“反对立三路线”的王明被补选为中共中央政治局委员，实际掌握了中共中央的领导权。1931年1月15日，苏区中央局在中央苏区的江西省宁都县小布成立，成员共9人：周恩来、项英、毛泽东、朱德、任弼时、余飞、曾山、湘赣边特委1名（名单未定）、共青团中央1人（名单未定），但当时实际在苏区中央局工作的只有项英、毛泽东、朱德3人。同时宣告成立了中华苏维埃中央革命军事委员会（项英任主席），由苏区中央局直接领导。中共中央政治局对苏区中央局的成立并不大了解。直到1931年2月，中共中央政治局尚未得到有关苏区中央局已成立的正式报告。
1931年2月初，在上海的周恩来等中共中央领导人多次与共产国际远东局研究，认为中共当前有两件大事：一是加强苏区和红军工作；二是改变城市斗争方式。共产国际远东局认为：中共中央政治局应当派60%的干部到苏区领导巩固工作；在国内外学过、做过军事工作的军事干部，90%以上应当派到苏区充实对中国工农红军的领导，并且应尽早成行。
1931年2月6日，中共中央政治局会议召开，即将赴中央苏区的任弼时在会上认为，对中央苏区“过去分配的力量不足”，若周恩来赴苏区有困难，最好另派一位中共中央政治局常委去；王稼祥“必须去”，以便加强苏区理论宣传工作；在苏区的中共中央委员也应当加入苏区中央局。周恩来表示自己准备去中央苏区，但无法立刻成行。会议乃先确定苏区中央局成员7人：项英、毛泽东、任弼时、王稼祥、朱德，共青团和苏区各1名。项英、毛泽东、任弼时、王稼祥4人为常委，任弼时管组织工作，王稼祥管宣传工作，毛泽东管军事工作。中共中央政治局主席向忠发说：周恩来两个月后可以出发，为苏区中央局书记，目前由项英暂代书记。
1931年2月13日，中共中央政治局会议召开，就上述问题做出初步决定，并决定派顾作霖作为共青团中央代表担任苏区中央局成员，并任少共中央局书记。此次会议同时决定成立中共湘鄂西中央分局、中共鄂豫皖中央分局，还确定了中共赣东北特委、中共湘鄂赣特委、中共闽西特委的负责人。此次会议上，经王稼祥提议，决定第一批赴苏区的同志应当成为中共中央政治局代表团，去传达中共六届四中全会精神，于是便有了之后的“中央代表团”。
在这期间，中共中央政治局还决定，苏维埃军委由周恩来兼任，军委委员20余人，军委常委由毛泽东、朱德、周恩来及有关军长等共8至9人组成。并决定召开中华苏维埃第一次全国代表大会并筹建中华苏维埃共和国临时中央政府，明确了临时中央政府主席应具有全国威望并在苏区工作。
此时，中共中央获悉赣西南苏区发生富田事变，但还不太清楚事件真相。为处理富田事变，1931年2月20日，中共中央政治局决定派中央代表团前往当地“全盘解决”，并且委托任弼时代表中共中央起草一封信。2月23日，任弼时起草的中共中央致红一方面军总前委、中共江西省委的信发出。信中称：“中央特决定立即派出代表团前往苏区组织中央局，并委托代表团以全权调查与解决这一问题。”还称，在中央代表团未到达之前，从红一方面军总前委到各地支部，所有组织立即停止争论，无条件服从红一方面军总前委统一指导。3月4日，中共中央政治局常委开会，正式决定“中央代表团”由任弼时、王稼祥、顾作霖3人组成，并要求“任弼时5日必须走，王稼祥7日走；去鄂西、鄂东北的人，本周内必须走，其余去各苏区的人，3月份以内走完。”
任弼时、王稼祥、顾作霖离开上海前，中共中央将筹备召开中华苏维埃第一次全国代表大会的部分文件及中华苏维埃共和国临时中央政府的部分组成人员名单交给任弼时。周恩来还将自己亲自编制的中共中央和中央苏区联系的无线电密码交给任弼时带往中央苏区，并嘱咐要由任弼时亲自掌握，以保守党的机密。

### 中央代表团的到达与以毛代项
1931年3月15日，任弼时率领任弼时、王稼祥、顾作霖组成的中央代表团抵达闽西永定县虎岗，即中共闽粤赣特委和闽西苏维埃政府的所在地。大约在4月4日继续向北行进，经过长汀县（旧称汀州）四都坪抵达中央苏区的江西省瑞金县。4月中旬，中央代表团抵达宁都县青塘（叶剑英、欧阳钦同时到达），同项英、毛泽东、朱德等人会面。
此前，3月18日至21日，在宁都县黄陂召开了中共苏区中央局第一次扩大会议。4月17日，中共苏区中央局第一次扩大会议继续在青塘开会，中央代表团参加。此次会议作出了一系列重要决定：
（1）富田事变的处理：此前项英担任代理书记的中共苏区中央局对富田事变的处理意见与王明等人领导的中共中央不同，偏于柔性处理。毛泽东对此有不同意见。中央代表团传达了中共中央政治局1931年3月28日作出的《关于富田事变的决议》，该决议指出：“苏区中央局的决定不仅是错误的，而且是非常危险的。在目前这种形势下我们的主要任务是：立刻制定锻炼真正的铁的工农红军的具体计划，纠正过去工作的缺点与错误，改造军事及政治干部。肃清红军中的‘AB团’及其他反动分子，并须堵绝一切反动分子重新混进红军的可能。继续改造苏维埃政权……加紧肃反工作，以求彻底消灭一切反革命派别。”《关于富田事变的决议》全盘否定了之前中共苏区中央局作出的决定。中央代表团执行了共产国际远东局和中共中央政治局的决议，认为应当将富田事变定性为AB团制造的反革命行动。这在客观上支持了毛泽东的意见。
（2）传达中共六届四中全会决议等：中央代表团传达了中共六届四中全会精神、中央关于第二次反围剿的战略方针和肃反政策的指示。会议通过了《接受国际来信及四中全会决议的决议》。决议肯定了以毛泽东为书记的红四军前委、红一方面军总前委的工作路线。也肯定了彭德怀领导的红三军的工作。决议虽认为从“汀州会议”到红军第二次攻打长沙期间，毛泽东任书记的红一军团前委“接受了立三路线”，“去向大城市冒进”，但也肯定在此期间在“土地问题，地方武装问题，红军的群众工作等”方面，“前委并未因立三路线而动摇自己的正确路线”。另一方面，决议对以项英为代理书记的苏区中央局的工作进行了很多批评。
（3）委员增加：会议根据毛泽东提议，决定“彭德怀、林彪、周以栗、曾山、陈毅五同志，参加中央局为委员，请求中央政治局批准，但立即开始参加中央局的会议和工作。”会后，苏区中央局于1931年4月、7月、10月，先后3次报请中央批准。中央虽未同意，但毛泽东的提议获得了任弼时等人的同意及支持。
（4）军事路线：1931年3月、4月间，苏区中央局在讨论第二次反围剿的方针时发生激烈争论，毛泽东、朱德的主张处于少数地位，而苏区中央局代理书记项英等人的主张处于多数地位。经过半个月争论后，毛泽东、朱德的主张终于获得多数人支持，这和中央代表团的支持有密切关系。1945年6月，毛泽东在中共七大期间回忆道：“在当时，我们感觉到没有代表团，特别是任弼时、王稼祥同志赞助我们反对削罗卜的主张，那就不会那样顺利。”还说：“如果没有代表团赞助我们，信任我们，我和总司令那是相当困难的。”
（5）土地改革政策：毛泽东和项英等人在土地革命路线上也有分歧，毛泽东主张“按人口平分”。在这次会议上，任弼时支持毛泽东的“按人口平分”主张。后来，毛泽东有关土地改革的路线、方针、政策，尤其是“抽多补少、抽肥补瘦、按人口平均分配”的主张，遭到临时中央指责为“富农路线”而加以批判。但在1931年8月21日苏区中央局通过的土地问题决议案中，任弼时仍支持毛泽东“按人口平分”的主张。直到1931年10月31日苏区中央局在回复临时中央的电报中，仍认为“分配土地决定以人口为标准，遂即迅速分配土地取得广大群众拥护，执行结果并不损害中农贫农的利益。”这也说明任弼时一直支持毛泽东的“按人口平分”的主张。
1931年5月，中共中央在《中央关于苏维埃区域党的组织决议案》中对苏区中央局的职能作出调整。该决议案称：“中央局或中央分局的组织，他只是代表中央去直接指导和帮助当地党部工作的进行，个人的代表与集体的代表在职权上原无分别……他有权可以改正和停止当地最高党部的决议与解散当地党委，当地党委是错了的时候。所以中央局或中央分局只能由中央派遣或指定，而当地最高党部委员会……一般的都是当地党的代表大会产生的，两种组织决不容混淆与合并起来。”该决议案也重新明确了苏区中央局的管辖范围：“江西苏区的中央局，他的管辖范围是包括江西省委，闽粤赣省委，湘东南省委，湘鄂赣省委，赣东北省委各苏区；在有些苏区省委（如湘鄂赣，赣东北）还没与中央局所在地打通以前，中央须派中央代表去直接指导该区省委工作或直接归中央指导。”由此，中共中央明确规定了苏区中央局仅仅是中央的派出机构，成员只能由中央指定，仅负责指导江西省委、闽粤赣省委、湘东南省委、湘鄂赣省委、赣东北省委的工作，而非全国各苏维埃区域的工作。
从1931年5月起，任弼时、王稼祥、顾作霖不再以“中央代表团”的名义开展工作，而是参与到苏区中央局的领导活动中。1931年5月的《中央关于苏维埃区域党的组织决议案》也明确规定各苏区的中央局或中央分局代表中央，“中央局或中央分局只能由中央派遣或指定”。因此苏区中央局与“中央代表团”的职能合一。任弼时、王稼祥、顾作霖组成的“中央代表团”的使命终结。
任弼时经过4月17日的中共苏区中央局第一次扩大会议续会，以及第二次反围剿战略决策的争论及实际指挥，对苏区的局面有了直接认识。1943年11月，任弼时在延安整风运动笔记中回忆道：“未到中区前是有毛右倾的观念的，到中区后认为有独特见解，有才干。”在中国国民党军队压境之际，毛泽东临机指挥有方，而苏区中央局代理书记项英则“犹豫不决（特别在军事行动上），领导战争能力弱，故有推毛为书记事。”在第二次反围剿的中村战斗后，1931年5月24日，苏区中央局决定，恢复1931年1月间撤销的红一方面军临时总前委，仍由毛泽东担任书记，负责统一领导作战以及战区的地方工作；项英、任弼时等苏区中央局其他成员留在后方工作。苏区中央局随后又向中央报告：代理书记项英“工作能力不够领导，中央局决以毛泽东为代理书记”，请中央批准。1931年10月下旬，临时中央复电同意由毛泽东任苏区中央局代理书记（见下）。1931年6月20日，中华苏维埃中央革命军事委员会（隶属于苏区中央局，和后来的中华苏维埃共和国中央革命军事委员会不同）改组，毛泽东接替项英担任主席，朱德、项英任副主席。毛泽东一时成为中央苏区党和红军的最高领导人。
毛泽东上台后，在处理富田事变的过程中，与王明等人领导的中共中央立场保持一致，将富田事变定性为“AB团”的“反革命行动”，并大批处决红二十军干部。中共中央随即将处理决议发到全国各苏区，包括中央苏区在内的各苏区肃反迅速扩大化，成千上万人被杀。富田事变的处理及苏区肃反扩大化，引起了中央苏区部分领导和群众对毛泽东的不满。

### 毛泽东与中央矛盾扩大
尽管在处理富田事变的问题上，毛泽东和王明等人领导的中共中央取得了一致意见，但毛泽东和王明等人领导的中共中央在诸多问题上仍有分歧，比如军事思想及军事路线、土地革命、根据地创建及巩固等等。
王明等人领导的中共中央最初想说服毛泽东，但双方意见差距太大。最终王明放弃了说服毛泽东。1931年8月30日，中共中央作出《给苏区中央局并红军总前委的指示信》，指示信肯定了毛泽东领导的苏区中央局并红军总前委的成绩，但认为“苏区同志对于立三路线的错误，尤其是国际路线的正确，还缺乏全部的深刻的了解”，指责中央苏区在巩固根据地及红军问题、土地分配问题、苏维埃政权建设问题、工人运动与反帝斗争问题、在党内及群众中开展思想斗争等方面，都有“严重错误”。
1931年10月18日，王明从上海启程赴莫斯科。在此前后，临时中央给苏区中央局发来多封电报。其中，在10月20日前后发来的第四号电中，严厉批评“苏区严重的错误是缺乏明确的阶级路线与充分的群众工作。”第四号电重复了中央8月30日《给苏区中央局并红军总前委的指示信》的精神，责令“中区党大会应根据这一指示原则进行工作，成立决议案，交中央批准，并电告讨论经过。”
1931年10月下旬，就在赣南会议召开前几天，临时中央在答复苏区中央局发来的“十月真电”时表示：

一、中央局是中央在苏区的代表团，代表中央领导苏区一切工作。绝不能随方面军行动。应在苏区根据地建立经常工作，指导军事、党、工会、苏维埃的工作。中央局不能代替地方党部、革命委员会等组织，地方干部对于中央局的成分无任意变更之权，如对中局或中局某同志有任何意见，应报告中央由中央解决。

二、中央局成分无扩大之必要，现中央局应负责领导党大会和苏大会。中局书记由泽东代理，弼时应仍任中局组织部长，省委书记由地方干部中选拔。

## 会议
1931年11月1日至11月5日，即中华苏维埃第一次全国代表大会召开前夕，中共苏区中央局在江西瑞金叶坪主持召开中国共产党中央苏区第一次代表大会，通称“赣南会议”。这次会议是中共中央政治局（后为临时中央）提议召开。会议没有讨论人事安排。赣南会议及其通过的五个决议案的基调，是由中共中央8月30日《给苏区中央局并红军总前委的指示信》及临时中央第四号电确定。
中共苏区中央局代理书记、红一方面军总政委兼总前委书记毛泽东也出席了这次会议。会上，与会者集中在四个方面批评毛泽东：
1. 批评毛泽东的从实际出发是“狭隘经验论”；
2. 在土地改革问题上批评毛泽东是“富农路线”，因为当时临时中央主张“地主不分田，富农分坏田”，毛泽东则主张“以人口平分及实行‘抽多补少，抽肥补瘦’的政策”，认为应给地主、富农出路；
3. 批评毛泽东在苏区发展上右倾保守，要求中央苏区“必须于最短的时间内，”与湘赣等苏区贯通；
4. 在军事上批评古田会议确定的党对军队的绝对领导是“党包办一切”，并将毛泽东的“诱敌深入、后发制人”的战略视为“游击主义的传统”、“保守主义”、“单纯防御路线”。[1]

赣南会议通过了五个决议案。其中，《政治决议案》由王稼祥起草；《党的建设问题决议案》由任弼时起草。《政治决议案》表示：“苏区党大会完全同意中央九月指示信（注：应为8月30日指示信），一致认为这指示信所与中央苏区的批评与其所指出的任务是完全正确的。”并且按照8月30日《给苏区中央局并红军总前委的指示信》的精神，逐条检讨了所犯的“缺乏明确的阶级路线与充分的群众工作”的“极严重的错误”，并决定“将最大限度的努力去执行国际路线和中央指示的全部，彻底地转变党的路线”。还提出在苏区建设中，最大限度开展阶级斗争，如农民消灭地主豪绅残余、雇农贫农反对富农、工人反对雇主的斗争；在红军工作中反对落后的狭隘经验论，要教练阵地战、街市战、白刃战、夜战；在政权建设中要“迅速洗刷”政府中一切阶级异己；在土地分配问题上要实行“富农分坏田并且要以人口与劳力混合做标准”，反对拘泥于此前“抽多补少、抽肥补瘦”的机会主义；在党内思想斗争中要反对“狭隘经验论”及“农民的落后意识”，“集中火力反对党内目前的主要危险――右倾”。
任弼时、王稼祥在起草决议案时，并未完全照抄中央8月30日《给苏区中央局并红军总前委的指示信》和临时中央第四号电。例如任弼时起草的《党的建设问题决议案》仅仅不点名批评毛泽东犯有“狭隘经验论”错误，认为“狭隘经验论”“实际上是反理论的倾向而形成一种事务主义的现象”；批评毛泽东不重视理论，只重视调查研究，陷入事务主义圈子。从这些表述上看，这个批评重点在思想路线问题，而非治路线问题，而且并没有批评毛泽东在政治上犯有“一贯右倾机会主义”。
日后，任弼时曾多次反思赣南会议。任弼时在延安整风时说： “在苏党大会中，提出了狭隘经验论（似乎还有红军中游击习气）。我对于中央指示及狭隘经验论是完全同意的，这也就成为大会中心领导思想。”1944年到1945年间，在中共七大前夕举行的中共六届七中全会上，任弼时说自己对毛泽东：“听说他反对本本主义，所以（我）对反经验主义很合胃口。党大会政治报告是稼祥写的，组织报告是我写的，搬了许多教条。”

## 会后
会后，临时中央对赣南会议通过的决议案很不满，一再批评指责，认为任弼时等人对毛泽东的批评未做到上纲上线。1932年4月25日，洛甫在《红旗周报》第37期和第38期合刊中发表长篇文章，其中在8处地方批评赣南会议。1932年5月20日，临时中央在审查了赣南会议文件后，又致电苏区中央局，批评赣南会议，认为“自我批评的发展，在大会及其前后都没有充分的发展，两条战线的斗争，尤其非常薄弱，大会上反对所谓狭隘的经验论，代替了反机会主义的斗争，这些都是党大会最主要的错误与缺点。”
会后，苏区中央局也多次开会，对赣南会议一再检讨。这些会议毛泽东因为在战争前线而都没能参加，也就无从为自己辩解。所以1956年毛泽东说赣南会议是对他的“缺席裁判，一审终审，不许上诉。”
会前，1931年10月，临时中央致苏区中央局的“第一号电”针对即将成立的中华苏维埃共和国中央革命军事委员会说：“革命军事委员会设主席团，决定朱德、王稼祥、彭德怀，朱德为主席，稼祥任总政治部主任兼外交部长。”对此，苏区中央局于1931年10月31日致电临时中央提出：“革命军事委员会，来电只提朱德、王稼祥、彭德怀，我们提议加周恩来、毛泽东、贺龙、林彪（四军军长）、谭震林（十二军政委）、孔荷宠、叶剑英、邵式平，请讨论电告。”此后，临时中央同意了苏区中央局的上述意见。后来1931年11月中华苏维埃第一次全国代表大会召开后，中华苏维埃共和国中央革命军事委员会正式成立，并于1931年11月25日发布《通令》，宣布“在中央革命军事委员会成立后即取消第一方面军总司令总政委的名义及其组织”。撤销红一方面军建制，使得毛泽东失去了红一方面军总前委书记和总政委职务。
早在1931年2月20日，中共中央政治局会议上就安排毛泽东任中华苏维埃共和国临时中央政府人民委员会主席职务作出了初步决定。因当时参照苏联做法，在苏维埃中央政权既设中央执行委员会作为权力机关，又设中央人民委员会作为行政机关，所以在1931年10月临时中央致苏区中央局“第一号电”中称：“人民委员会主席一人决定毛泽东，副主席二人张国焘与江西苏维埃政府主席。”苏区中央局接到该电报后，复电称：“中央政府名单，我们提议项英为副主席，江西省政府主席曾山为土地部长。”获临时中央采纳。1931年11月7日至20日，中华苏维埃第一次全国代表大会在瑞金召开，毛泽东当选为中华苏维埃共和国临时中央政府中央执行委员会主席兼人民委员会主席。
1931年11月15日，苏区中央局致电临时中央（即“苏区中央局十一月删电”）表示：“此间在党大会后，正努力建立军政的系统与工作，纠正过去党包办一切的错误。中央局同志多已分任军政工作，书记必须请中央派人来担负此专责。”由于苏区中央局是临时中央的派出机构，人事任免完全由中央决定，所以苏区中央局此电的意思是希望中央派人来当书记（当时毛泽东仍然是代理书记）。
当时，中共中央政治局委员顾顺章及中共中央总书记向忠发先后被捕叛变，导致上海的中共中央领导机关受到极大安全威胁。中共中央乃决定派周恩来离开上海到中央苏区工作。周恩来于1931年12月底到达瑞金，会见了毛泽东、任弼时、王稼祥、项英、朱德等人后，就任苏区中央局书记。但是，周恩来任苏区中央局书记后，为便于了解情况，仍由毛泽东主持苏区中央局工作。但当时毛泽东的处境已较困难。
在苏区中央局讨论中共临时中央要求红军打赣州的指令时，毛泽东不同意立即打赣州，当时便有人声称：“打开赣州再和毛泽东算账！”1932年1月中旬，毛泽东在瑞金叶坪主持召开中共苏区中央局主要成员会议，报告三次反围剿的情况及九一八事变后全国形势。毛泽东在谈话时未说日本占领东北是为进攻苏联，也未提及“武装保卫苏联”。有的苏区中央局成员因此批评毛泽东是“典型的右倾机会主义”等等。毛泽东沉默不语，会议陷于僵局，不得不中途更换主持人。会后不久，毛泽东辞去主持苏区中央局工作的职务，向苏区中央局请病假，赴瑞金城郊的东华山古庙养病。从1932年1月下旬开始，苏区中央局书记周恩来正式主持苏区中央局的工作。进攻赣州失败后，1932年3月，苏区中央局召开扩大会议（即江口会议），但毛泽东仍未能取得与会者支持。
此后，为应对蒋介石的第四次围剿，红一方面军总部恢复，朱德任总司令、毛泽东任总政治委员。但不久，1932年10月宁都会议又实际剥夺了毛泽东的军权。此后毛泽东长期陷入无实际工作且受批判的状态，直到长征时期的遵义会议才改变境遇。